# Піявне-Руське
Піявне-Руське (пол. Pijawne Ruskie) — село в Польщі, у гміні Новинка Августівського повіту Підляського воєводства.
Населення — 118 осіб (2011).
У 1975-1998 роках село належало до Сувальського воєводства.

## Демографія
Демографічна структура станом на 31 березня 2011 року:
|          | Загалом | Допрацездатний вік | Працездатний вік | Постпрацездатний вік |
| -------- | ------- | ------------------ | ---------------- | -------------------- |
| Чоловіки | 52      | 4                  | 41               | 7                    |
| Жінки    | 66      | 25                 | 30               | 11                   |
| Разом    | 118     | 29                 | 71               | 18                   |